# Assessor
Assessor diz-se da pessoa que tem como função profissional auxiliar um cargo superior nas suas funções. O termo tem origem no latim (assessore). Opera como adjunto, visto que está colocado como assistente nas funções de outrem.
Este profissional geralmente é requisitado para trabalhar em empresas e companhias diversas, inclusive ONGs, órgãos governamentais, etc.
Tanto o letrado que assistia ao juiz leigo para o ajudar ou o letrado que acompanhava os embaixadores também eram chamados assessores.
A Igreja Católica recorre a assessoria para determinadas pastorais, movimentos e setores, profissional este que é convidado para auxiliar, aconselhar, ajudar, assessorar perante a CNBB, Regional, Diocese, Decanato (Micro-Região), Cidade, Paróquia, Comunidade Eclesial de Base (CEB) e Capelas.
Nas instâncias governamentais legislativas, nos âmbitos federal, estaduais e municipais, os senadores, deputados e vereadores servem-se de assessores parlamentares para sustentarem suas atividades de encaminhamento à discussão nos plenários e comissões.
Em Administração, segundo a abordagem clássica de Henri Fayol, trata-se do integrante do "staff" ou da equipe de assessoria.